# 古虎渓駅
古虎渓駅（ここけいえき）は、岐阜県多治見市諏訪町神田にある、東海旅客鉄道（JR東海）中央本線の駅である。駅番号はCF11。

## 歴史
- 1940年（昭和15年）10月10日：国有鉄道中央本線の多治見駅 - 定光寺駅間に池田信号場（いけだしんごうじょう）開設[2]。
- 1951年（昭和26年）3月1日：仮乗降場扱いで旅客営業開始[2]。
- 1952年（昭和27年）4月1日：古虎渓駅となり、営業キロを設定。旅客・手荷物・小荷物の取り扱いを開始[3]。
- 1970年（昭和45年）10月19日：荷物の取り扱いを廃止[4]。駅員無配置駅となる[5]。
- 1971年（昭和46年）3月22日：業務委託駅となる[6]。
- 1987年（昭和62年）4月1日：国鉄分割民営化により、東海旅客鉄道（JR東海）の駅となる[2][7]。
- 2006年（平成18年）11月25日：ICカード「TOICA」の利用が可能となる[6]。

## 駅構造
相対式ホーム2面2線を有する地上駅である。2つのホームは跨線橋で繋がっている。
多治見駅管理の簡易委託駅。多治見市が受託し、地元住民が長年に渡って乗車券発売を行っていたが、2024年現在では一般社団法人が乗車券販売を不定期で行っている。マルス端末が設置されていないため、切符の販売は手売りで、多治見駅のマルス端末で発行した横長のマルス券に発売当日の日付をゴム印で押して販売している。なお、自動改札機は設置されておらず、TOICAは簡易改札機によって対応する。
下り線と上り線に保線用の側線がある。

### のりば
| 番線 | 路線        | 方向 | 行先               |
| ---- | ----------- | ---- | ------------------ |
| 1    | CF 中央本線 | 下り | 多治見・中津川方面 |
| 2    | CF 中央本線 | 上り | 名古屋方面         |

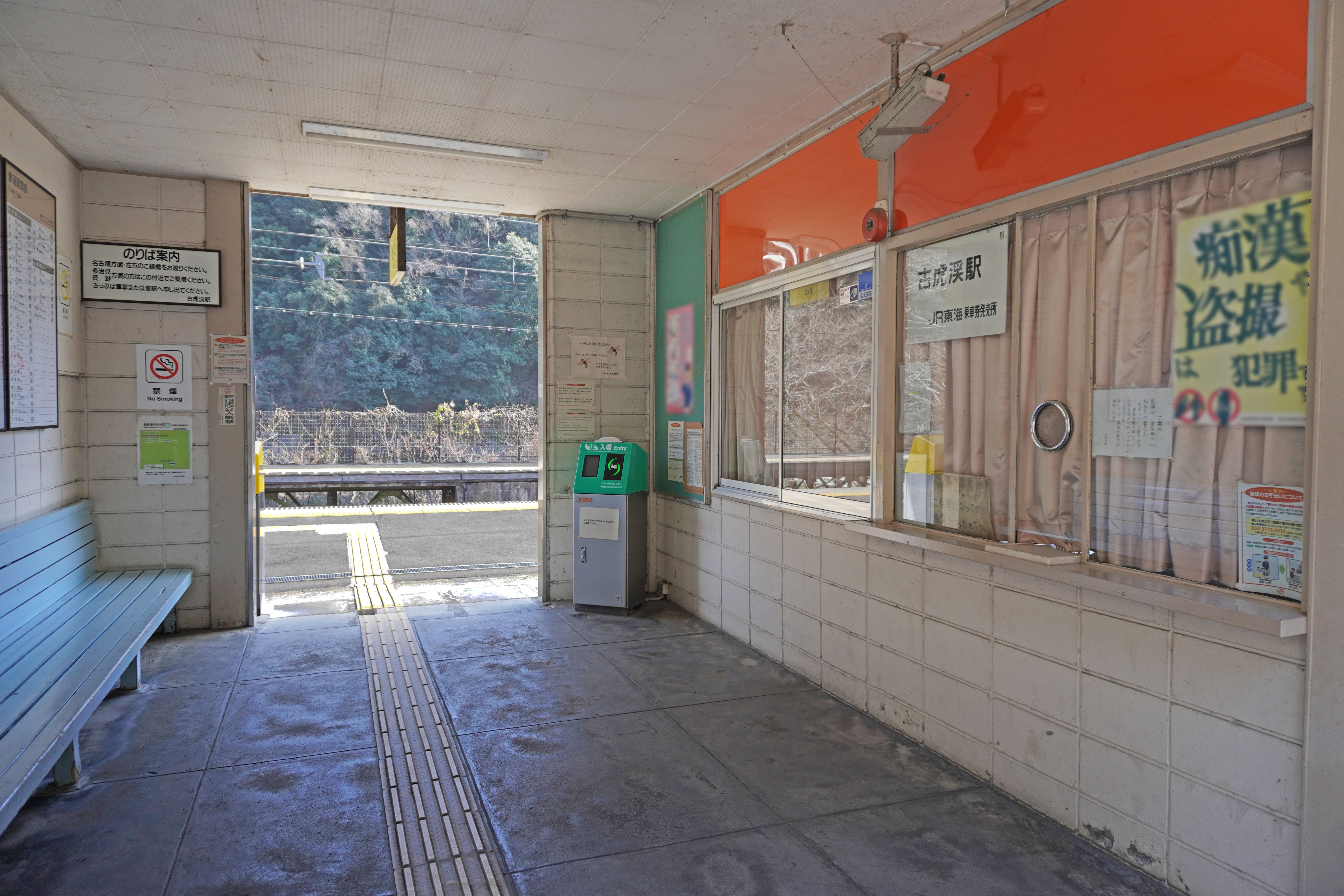
駅舎内（2023年1月）
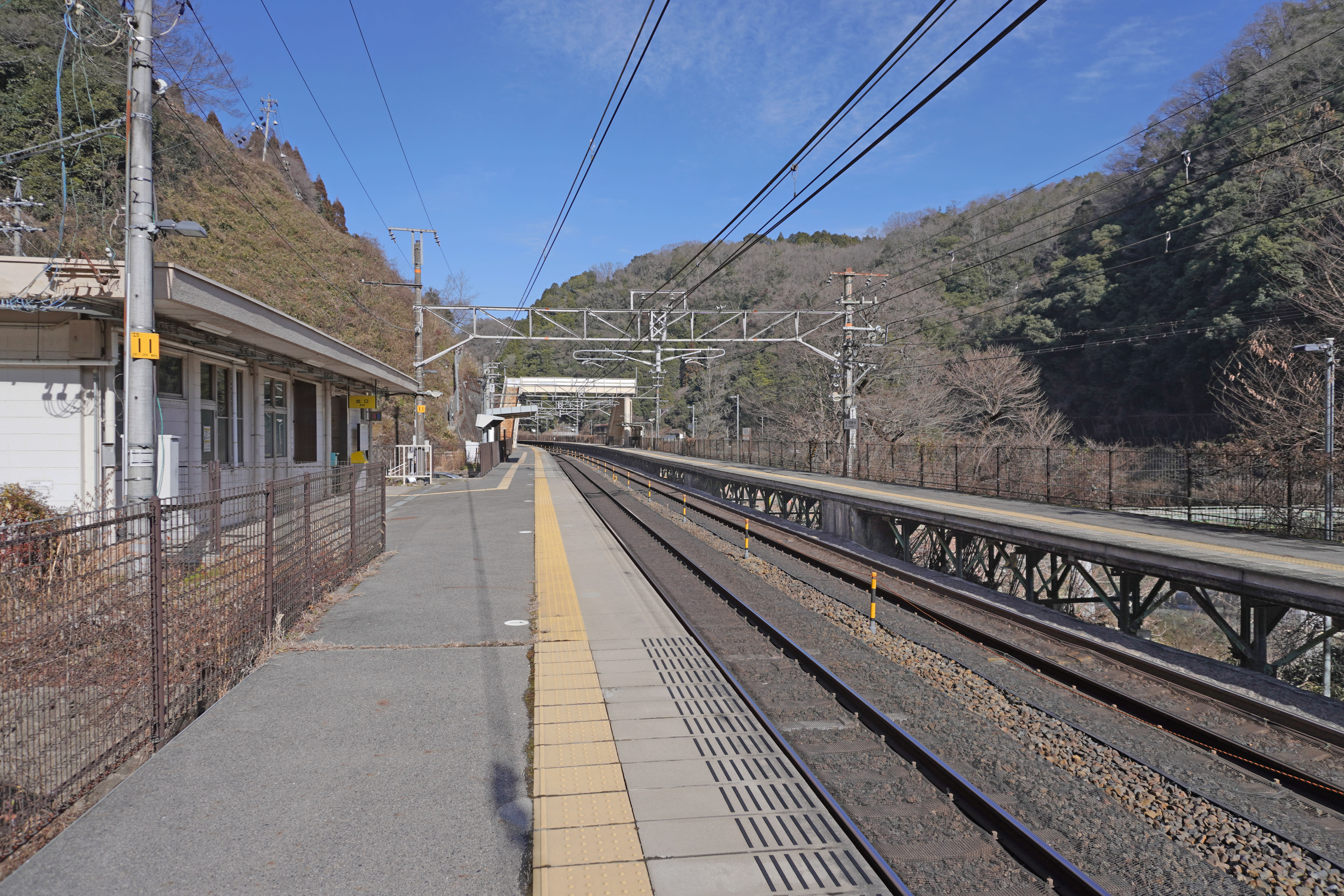
ホーム（2023年1月）

## 利用状況
「統計たじみ」によると、1日の平均乗車人員は以下の通りである。
| 年度               | 一日平均 乗車人員 |
| ------------------ | ----------------- |
| 1998年（平成10年） | 582               |
| 1999年（平成11年） | 532               |
| 2000年（平成12年） | 491               |
| 2001年（平成13年） | 479               |
| 2002年（平成14年） | 514               |
| 2003年（平成15年） | 519               |
| 2004年（平成16年） | 504               |
| 2005年（平成17年） | 504               |
| 2006年（平成18年） | 505               |
| 2007年（平成19年） | 495               |
| 2008年（平成20年） | 482               |
| 2009年（平成21年） | 441               |
| 2010年（平成22年） | 431               |
| 2011年（平成23年） | 451               |
| 2012年（平成24年） | 424               |
| 2013年（平成25年） | 416               |
| 2014年（平成26年） | 444               |
| 2015年（平成27年） | 485               |
| 2016年（平成28年） | 498               |
| 2017年（平成29年） | 468               |
| 2018年（平成30年） | 398               |
| 2019年（令和元年） | 385               |
| 2020年（令和02年） | 315               |

## 駅周辺
当駅周辺は庄内川（土岐川）と山に挟まれた、谷や崖になっている。大雨の際には当駅に土砂が流入することがある。なお、当駅から庄内川（土岐川）を挟んだ反対側に愛知県（瀬戸市）との県境がある。
- 多治見市自主運行バス（東濃鉄道に委託）
- 古虎渓よぶくるバス（コミュニティタクシー。会員制乗り合いバス）
- 三の倉市民の里「地球村」
- 土岐川（下流の愛知県内は庄内川）
- 岐阜県道123号市之倉内津線
- 岐阜県道15号名古屋多治見線（愛岐道路）

※ 駅東側の丘陵地は市之倉ニュータウンとして宅地開発されている。

## その他
かつて、多治見駅 - 高蔵寺駅間には14箇所のトンネルがあり、これらの工事では20名以上の犠牲者がでたという。これらのトンネルは、1966年（昭和41年）に愛岐トンネルの完成で複線電化により廃線となったが、2009年（平成21年）2月に「愛岐トンネル群」として近代化産業遺産・続33に認定されている。なお、かつての9号トンネルは複線電化の際に完全に破壊され、その跡地に現在の当駅が建てられている。
JR東海の駅名標、切符、運賃案内板では、
古虎溪と旧字体で表示されている。

## 隣の駅
東海旅客鉄道（JR東海）
CF 中央本線
■区間快速・■快速
通過
■普通
多治見駅 (CF12) - 古虎渓駅 (CF11) - 定光寺駅 (CF10)